# Take back the city
«Take Back The City» es el primer sencillo del quinto álbum de Snow Patrol, A Hundred Million Suns. El sencillo fue sacado el 13 de octubre de 2008.

## Lista de canciones
- UK CD:

1. "Take Back the City" - Álbum Version.
2. "The Afterlife"

- UK 7" vinyl # 1

1. "Take Back the City" - Álbum Version
2. "Set the Fire to the Third Bar" - Jo Whiley Little Noise Session Live at The Union Chapel

- UK 7" vinyl # 2

1. "Take Back the City" - Álbum Version
2. "Take Back the City" - Lillica Libertine Remix

- Australian/European Maxi CD

1. "Take Back the City" - Álbum Version
2. "The Afterlife"
3. "Take Back the City" - Lillica Libertine Remix
4. "Set the Fire to the Third Bar" - Jo Whiley Little Noise Session Live at The Union Chape

## Gráfico
| Gráfico (2008)              | Posición |
| --------------------------- | -------- |
| Irish Singles Chart         | 4        |
| ARIA                        | 33       |
| UK Singles Chart            | 6        |
| U.S. Hot Modern Rock Tracks | 32       |